# Massacre de Legé
La massacre de Legé va tenir lloc el 12 o 13 de gener de 1794, a la ciutat de Legé, al Loira Atlàntic, i va significar l'execució de 64 Vendéans, homes, dones i nens, afusellats pels republicans.

## Els afusellaments de Legé
Segons Alfred Lallié, una comissió militar es va asseure a Legé i va fer afusellar 64 convictes dels voltants. Segons Gaëtan Bernoville, el 13 de gener, 64 presoners de Corcoué van ser afusellats a Legé per ordre del general François Carpantier.

El 16 d'octubre de 1794, el diputat per la Vendée Charles-Jacques-Étienne Girard-Villars va redactar un informe al Comitè de Seguretat Pública, en el qual denunciava les columnes infernals del general Turreau i informava de la massacre de Legé de la qual va presenciar, va aportar que el nombre de víctimes era de més de 300 morts, homes, dones i nens, executats per ordre de Carpentier:
| « | "Vaig estar el gener de 1794, al corrent a Legé. Carpentier hi va passar amb una columna de l'exèrcit del Nord, per escorcollar els boscos veïns, tot i que en aquella època ja no hi havia concentracions de bandolers. Els habitants d'aquest país comptaven tant amb el retorn de la pau, que, al primer avís, els pagesos anaven dues llegües a Legé amb bous i carros per al servei de l'exèrcit; des d'allí foren enviats a Nantes carregats de gra i vi; però la conducta atroç i bàrbara dels generals aviat va posar fi a aquest ordre de coses. El 12 de gener, més de tres-cents homes, dones, nens i vells foren portats de la comuna de Saint-Étienne que foren afusellats a Legé per ordre de Carpentier. Durant molt de temps havíem gaudit de la més profunda tranquil·litat a la comuna de Saint-Étienne, veïna del bosc de Roche-Servière; els seus habitants i altres de comunitats veïnes havien lliurat les seves armes. Les carreteres eren tan lliures i tan segures que durant tres mesos no s'havia comès ni un sol assassinat a la carretera. Des de l'entrada de Turreau, tot ha canviat, el nucli de Charette va créixer considerablement, va atacar i va capturar el lloc de Legé, va matar dos-cents homes i es va endur els canons i municions". | » |

El tiroteig va ser escoltat per l'exèrcit de Charette, que en aquell moment, amb només uns centenars d'homes, s'amagava al bosc de Touvois. L'oficial de la Vendée, Pierre-Suzanne Lucas de La Championnière informa a les seves memòries:
| « | "Al contrari, sovint estàvem en un desconeixement tan perfecte del que passava a la República que un dia, al ser al bosc de Touvois, al so d'un tiroteig que va tenir lloc prop de Legé, tothom va començar a raonar sobre qui podria haver-lo produït, i com que el nostre exèrcit era l'únic de tot el país, no vam trobar una altra manera d'explicar-ho que amb l'arribada dels emigrants que, havent conquerit França fins a Nantes, finalment vingueren a lliurar-nos. Podem trobar que el nostre raonament no tenia sentit comú, però l'esperança era el nostre suport i per falta de credulitat érem més descontents" | » |

Segons Lucas de La Championnière, la massacre va deixar 90 víctimes, de Froidfond i Falleron:
| « | "Per fi vam saber què havia provocat el tiroteig; eren 90 homes de les parròquies de Froid-fond i Falleron que, a força d'un pregó difós per Turreau, s'havien presentat al lloc de Legé, demanant tornar a casa per viure en pau; van ser molt ben rebuts, fins i tot es van entretenir al vespre: l'endemà al matí els van posar en fila davant la tropa amb el pretext de comptar-los i a un senyal els van afusellar tots". | » |

Les massacres i batudes probablement van continuar els dies següents. A finals de gener, la cinquena columna de l'exèrcit del general Haxo va ocupar Legé, de 600 a 700 homes, Legé es va posar a les ordres del capità Ducasse. Uns dies més tard, el 6 de febrer, els Vendéans van atacar Legé després de passar pels pobles del voltant, Lucas de La Championnière informava a les seves memòries:
| « | "Els republicans acantonats a Legé havien massacrat tots els habitants del voltant; els cadàvers de dones i nens, disposats a tots els pobles amb una simetria bàrbara de la qual els salvatges no haurien estat capaços, semblaven clamar venjança als pares que els van sobreviure" | » |